# عامل سوم
عامل سوم یک تله‌فیلم محصول سال ۱۳۹۰–۱۳۹۱ به کارگردانی مجید جوانمرد، نویسندگی حمیدرضا صفار و تهیه‌کنندگی محمدرضا ایزدی یکتا می‌باشد که از شبکه دو پخش شد.
«عامل سوم» با مضمون پلیسی- معمایی و براساس طرحی از اداره کل حفاظت اسناد مرکز حراست صدا و سیما آمده است: یک شرکت رایانه‌ای که تمام لوازمات نرم‌افزاری و سخت‌افزاری اداره‌های دولتی را تأمین می‌کند

## بازیگران
- عليرضا جلالى تبار
- کورش تهامی
- لیلا بلوکات
- امیر دژاکام
- افشین نخعی
- تینو صالحی
- اکبر احمدی
- پويا امينى
- معصومه موسوی